# Gujarati

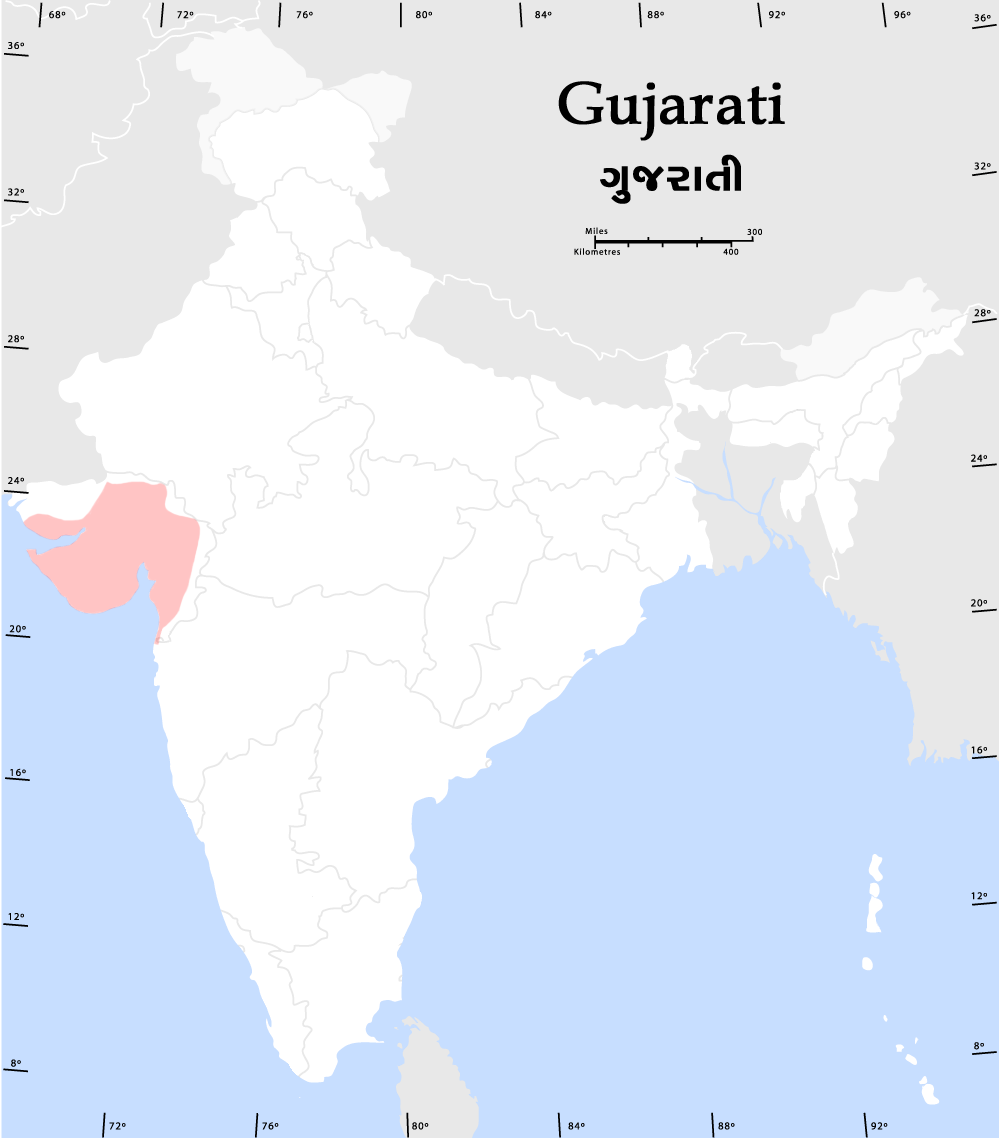
Ungefähres Verbreitungsgebiet des Gujarati

Gujarati (ગુજરાતી, f., gujarātī, [guʤəˈrɑːtiː], Sprache von Gujarat) gehört zum indoarischen Zweig der indoiranischen Untergruppe der indogermanischen Sprachen.
Das Verbreitungsgebiet des Gujarati deckt sich weitgehend mit dem indischen Bundesstaat Gujarat, dessen Grenzen 1960 entlang der Sprachgrenze des Gujarati gezogen wurden. Größere Zahlen von Gujarati-Sprechern gibt es auch im Raum Mumbai (Bombay). Ferner wird Gujarati seit der britischen Kolonialzeit in verschiedenen afrikanischen Staaten sowie in jüngerer Zeit von Auslandsindern in den Golfstaaten, Großbritannien und den USA gesprochen. Laut der indischen Volkszählung 2011 wird Gujarati von rund 55 Millionen Menschen als Muttersprache gesprochen. Davon leben 52 Millionen in Gujarat, wo Gujarati-Sprecher 86 Prozent der Bevölkerung stellen. Das Gujarati dient im Bundesstaat Gujarat sowie im Unionsterritorium Dadra und Nagar Haveli und Daman und Diu als Amtssprache. Daneben ist es auf überregionaler Ebene als eine von 22 Nationalsprachen Indiens anerkannt.

## Schrift
Wie viele Sprachen Indiens hat Gujarati eine eigene Schrift, die Gujarati-Schrift. Diese ist der Devanagari-Schrift recht ähnlich, jedoch fehlt bei der Gujarati-Schrift der charakteristische obere Querbalken (vgl. z. B. Gujarati ત und Devanagari त für ta).

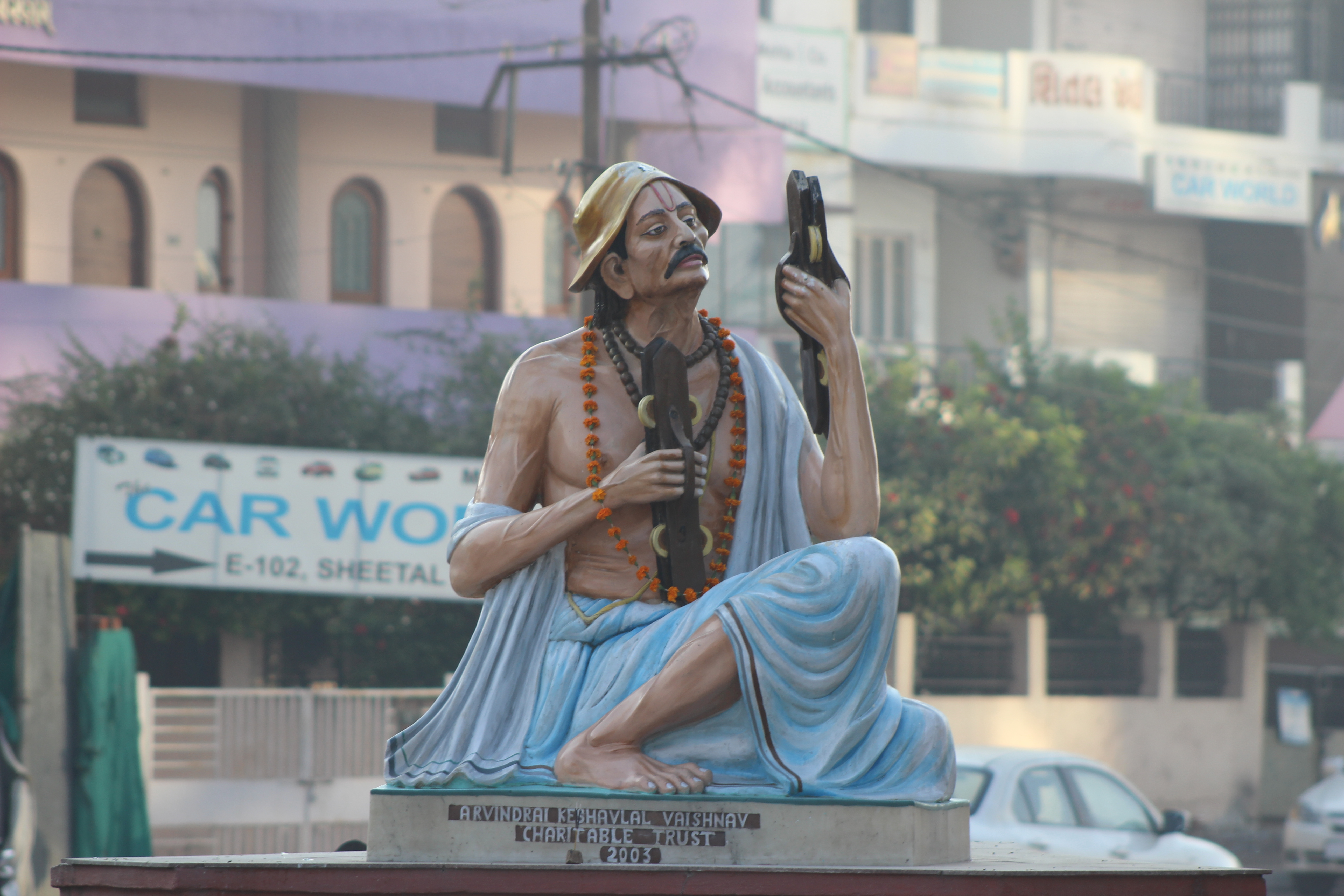
Denkmal für Narsinh Mehta in Vadodara

Als Begründer der Gujarati-Literatur im 15. Jahrhundert gilt Narsinh Mehta, dessen Preislieder in der Ursprungssprache jedoch nur mündlich überliefert wurden.